# Je Ne Sais Pas Pourquoi
«Je Ne Sais Pas Pourquoi» (en inglés: I Don't Know Why. En español: No Sé Por Qué) es una canción Pop de la cantante australiana Kylie Minogue escrita para su álbum debut Kylie. La canción recibió críticas mixtas de los críticos profesionales de la música. La canción fue lanzada como cuarto sencillo en invierno de 1988 y fue todo un éxito en Reino Unido, debutando en el nº11 antes de subir al n.º 2 y permanecer ahí durante tres semanas. Vendió 315.000 copias en el Reino Unido. En los Estados Unidos y Australia la canción es conocida también como "I Still Love You (Je Ne Sais Pas Pourquoi)" (Sigo amándote (no sé por qué)).

## Información de la canción
"Je Ne Sais Pas Pourquoi" fue supuesto a ser lanzado como doble lado-A junto con la canción "Made in Heaven" pero a la canción le fue tan bien que se cambiaron los planes de lanzarla como doble lado. "Made In Heaven" fue presentado como lado B del sencillo y fue también escrito y producido por Stock, Aitken and Waterman. Un remix de la canción fue incluida en varios lanzamientos de sencillos. Fue hecho un video promocional para "Made In Heaven", lo cual pudo explicar la inclusión de la canción en el álbum recopilatorio Greatest Hits '87-'97. El vídeo sólo implica Minogue bailando delante de una pantalla azul con imágenes de sus anteriores cuatro vídeos incluidos en la muestra detrás de ella. Ella fue rodeada por una aureola de luz y fue el último video antes de comenzar a participar bailarinas y coreografías en sus videos y presentaciones. Ella presentó "Made In Heaven" en "Royal Variety Performance" en frente de la reina madre, y la introdujo como su "nueva canción" continuando con su presentación de I Should Be So Lucky. Je Ne Sais Pas Pourquoi vendió 16.912 copias en Suecia.

## Formatos
CD sencillo
1. «Je Ne Sais Pas Pourquoi» (Moi Non Plus mix) - 5:55
2. «Made In Heaven» (Maid in England mix) - 6:20
3. «The Loco-Motion» (Sankie mix - long version) - 6:55

7" sencillo
1. «Je Ne Sais Pas Pourquoi» - 3:51
2. «Made in Heaven» - 3:24

12" sencillo
1. «Je Ne Sais Pas Pourquoi» (Moi Non Plus mix) - 5:55
2. «Made In Heaven» (Maid in England mix) - 6:20

UK 12" remix
1. «Je Ne Sais Pas Pourquoi» (The Revolutionary mix) - 7:16
2. «Made In Heaven» (Maid in England mix) - 6:20

US 12" sencillo
1. «Je Ne Sais Pas Pourquoi» (Moi Non Plus mix) - 5:55
2. «Je Ne Sais Pas Pourquoi» (The Revolutionary mix) - 7:16
3. «Made In Heaven» (Maid in England mix) - 6:20

## Presentaciones en vivo
- Disco in Dreams/The Hitman Roadshow
- Enjoy Yourself Tour
- Rhythm Of Love Tour
- Let's Get To It Tour
- Showgirl: The Greatest Hits Tour

## Créditos
- Kylie Minogue - voz principal
- Dee Lewis, Mae McKenna - coros
- Mike Stock - coros, teclados
- Matt Aitken - guitarras, teclados
- Mark McGuire - ingeniería
- Pete Hammond - mezcla

## Listas
| Lista (1988)  | Mejor posición |
| ------------- | -------------- |
| Alemania      | 14             |
| Australia     | 16             |
| Austria       | 14             |
| Bélgica       | 3              |
| Finlandia     | 1              |
| Francia       | 15             |
| Hong Hong     | 4              |
| Irlanda       | 15             |
| Israel        | 1              |
| Noruega       | 10             |
| Nueva Zelanda | 9              |
| Reino Unido   | 2              |
| Sudáfrica     | 9              |
| Suecia        | 22             |
| Suiza         | 24             |